# Mecànica del sòlid deformable
La mecànica dels sòlids deformables és la branca de la mecànica de medis continus que estudia la deformació d'un material sòlid per la intervenció d'un agent extern, ja sigui una força, la temperatura o un moviment que provoca la pertorbació de la seva forma.
Una aplicació típica de la mecànica dels sòlids deformables és determinar, a partir d'una geometria original de sòlid i unes forces aplicades sobre el mateix, si el cos compleix certs requisits de resistència i rigidesa. Per resoldre aquest problema, en general, es fa necessari determinar el camp de tensions i el camp de deformacions del sòlid. Les equacions que ho resolen són:
- Equacions d'equilibri, que relacionen tensions internes del sòlid amb les forces externes aplicades. Les equacions de l'estàtica són deduïbles de les equacions d'equilibri.
- Equacions constitutives, que relacionen tensió mecànica i deformació, on també poden intervenir altres magnituds com la temperatura, velocitat de deformació, deformacions plàstiques acumulades, variables d'enduriment, etc.
- Equacions de compatibilitat, que permeten calcular els desplaçaments en funció de les deformacions i les condicions de contorn o enllaç amb l'exterior.

## Tipus de sòlids deformables
Els sòlids deformables difereixen els uns dels altres en la seva equació constitutiva. Segons sigui l'equació constitutiva que relaciona les magnituds mecàniques i termodinàmiques rellevants del sòlid, es té la següent classificació per al comportament de sòlids deformables:
- Comportament elàstic, es dona quan un sòlid es deforma adquirint major energia potencial elàstica i, per tant, augmenta la seva energia interna sense que es produeixin transformacions termodinàmiques irreversibles. La característica més important del comportament elàstic és que és reversible: si se suprimeixen les forces que provoquen la deformació el sòlid torna a l'estat inicial d'abans d'aplicació de les càrregues. Dins del comportament elàstic hi ha diversos subtipus:
  - Elàstic lineal isòtrop, com el de la majoria de metalls no deformats en fred sota petites deformacions.
  - Elàstic lineal no-isòtrop, la fusta és material ortotròpic que és un cas particular de no-isotropia.
  - Elàstic no-lineal, exemples d'aquests materials elàstics no lineals són la goma, el cautxú i l'hule, també el formigó per a esforços de compressió petits es comporta de manera no-lineal i aproximadament elàstica.
- Comportament plàstic: aquí existeix irreversibilitat; encara que es retirin les forces sota les quals es van produir deformacions elàstiques, el sòlid no torna exactament a l'estat termodinàmic i de deformació que tenia abans de l'aplicació d'aquestes. Al seu torn, els subtipus són:
  - Plàstic pur, quan el material "flueix" lliurement a partir d'un cert valor de tensió.
  - Plàstic amb enduriment, quan perquè el material acumuli deformació plàstica és necessari anar augmentant la tensió.
  - Plàstic amb estovament.
- Comportament viscós que es produeix quan la velocitat de deformació entra en l'equació constitutiva, típicament per deformar amb major velocitat de deformació és necessari aplicar més tensió que per obtenir la mateixa deformació amb menor velocitat de deformació però aplicada més temps. Aquí es poden distingir els següents models:
  - Visco-elàstic, en què les deformacions elàstiques són reversibles. Per a velocitats de deformacions arbitràriament petites aquest model tendeix a un model de comportament elàstic.
  - Visco-plàstic, que inclou tant el desfasament entre tensió i deformació per efecte de la viscositat com la possible aparició de deformacions plàstiques irreversibles.

En principi, un sòlid d'un material donat és susceptible de presentar alguns d'aquests comportaments segons sigui el rang de tensió i deformació que predomini. Un o un altre comportament dependrà de la forma concreta de l'equació constitutiva que relaciona paràmetres mecànics importants com la tensió, la deformació, la velocitat de deformació i la deformació plàstica, juntament amb paràmetres com les constants elàstiques, la viscositat i paràmetres termodinàmics com la temperatura o l'entropia.

### Equacions constitutives
Els sòlids elàstics són el tipus de sòlid deformable que té un tractament més senzill, ja que són materials "sense memòria" en què el valor de les tensions {\displaystyle {\boldsymbol {\sigma }}} en un punt {\displaystyle \mathbf {x} } en un instant donat depenen només de les deformacions {\displaystyle {\boldsymbol {\varepsilon }}} en el mateix punt i no de les deformacions anteriors (ni el valor d'altres magnituds en un instant anterior). Per a un sòlid elàstic l'equació constitutiva funcional és de la forma:

(1){\displaystyle {\boldsymbol {\sigma }}(\mathbf {x} ,t)=T({\boldsymbol {\varepsilon }}(\mathbf {x} ,t);\mathbf {x} ),\qquad \qquad T:{\mathcal {T}}_{2}(\mathbb {R} ^{3})\times \mathbb {R} ^{3}\to {\mathcal {T}}_{2}(\mathbb {R} ^{3})}

Si el sòlid elàstic és homogeni, la funció {\displaystyle T(\cdot ,\cdot )} només dependrà del primer argument. En l'especificació anterior {\displaystyle {\mathcal {T}}_{2}(\mathbb {R} ^{3})} denota el conjunt de tensors simètrics en l'espai euclidià tridimensional. Si el material no respon a una equació com l'anterior llavors el material és anelàstic. Els materials anelàstics es caracteritzen per ser materials "amb memòria" en què la tensió actual en un punt depèn de la deformació en el mateix punt en algun instant anterior. La viscoelasticitat és el tipus de fenomen de memòria més simple, encara que altres fenòmens, com l'existència de plasticitat, són formes de anelasticitat que requereixen un tractament més complex. Un material amb memòria totalment general respon a una equació més complexa:

(2){\displaystyle {\boldsymbol {\sigma }}(\mathbf {x} ,t)=T({\boldsymbol {\tilde {\varepsilon }}}^{t}(\mathbf {x} ,\cdot );\mathbf {x} ),\qquad \qquad {\boldsymbol {\tilde {\varepsilon }}}^{t}(\mathbf {x} ,\tau ):={\boldsymbol {\varepsilon }}(\mathbf {x} ,\tau -t),\quad T:{\mathcal {F}}({\mathcal {T}}_{2}(\mathbb {R} ^{3}))\times \mathbb {R} ^{3}\to {\mathcal {T}}_{2}(\mathbb {R} ^{3})}

Observeu que ara el segon argument de {\displaystyle T(\cdot ,\cdot )} no està sobre un espai vectorial finit (tensors simètrics d'ordre dos), sinó sobre un espai funcional (funcions que prenen valors sobre els tensors d'ordre dos). Ara no n'hi ha prou amb especificar el valor actual de la deformació {\displaystyle {\boldsymbol {\varepsilon }}} sinó que cal especificar el valor per a qualsevol instant de temps {\displaystyle {\boldsymbol {\tilde {\varepsilon }}}^{t}} la qual cosa requereix especificar una funció del temps amb la qual cosa el primer argument pertany a un espai dimensional infinit.
Afortunadament el tractament dels materials viscoelàstics i elastoplàstics convencionals pot fer-se amb equacions constitutives menys generals que (2). Els sòlids viscoelàstics i elastoplàstics són casos particulars que poden definir-se sobre espais de dimensió finita. Per exemple, un sòlid viscoelàstic de tipus diferencial amb complexitat 1, el tipus més simple de viscoelasticitat, pot ser descrit simplement mitjançant una equació constitutiva del tipus:

(3){\displaystyle {\boldsymbol {\sigma }}(\mathbf {x} ,t)=T({\boldsymbol {\varepsilon }}(\mathbf {x} ,t),{\boldsymbol {\dot {\varepsilon }}}(\mathbf {x} ,t);\mathbf {x} ),\qquad \qquad {\boldsymbol {\dot {\varepsilon }}}(\mathbf {x} ,\tau ):={\frac {d{\boldsymbol {\varepsilon }}}{dt}},\quad T:({\mathcal {T}}_{2}(\mathbb {R} ^{3})\times {\mathcal {T}}_{2}(\mathbb {R} ^{3}))\times \mathbb {R} ^{3}\to {\mathcal {T}}_{2}(\mathbb {R} ^{3})}

Si la complexitat és més alta, n'hi hauria prou afegir derivades segones o terceres fins a l'ordre adequat. Per a un sòlid viscoelàstic lineal, es pot veure que (3) és un cas particular de (2), ja que en un sòlid viscoelàstic lineal que la funció de relaxament sigui {\displaystyle \scriptstyle F(\cdot )} la tensió es relaciona amb la deformació mitjançant:

(4){\displaystyle {\sigma }({x},t)=[{C}+{F}(0)]:{\varepsilon }({x},t)-\ {F}(t):{\varepsilon }({x},0)+\int _{0}^{t}{\dot {F}}(\tau ):{\varepsilon }({x},t-\tau )d\tau }

que és una equació del tipus (3) que és lineal en tots els seus arguments.
Per a un material elastoplàstic els efectes "de memòria" del material apareixen amb una variable interna, associada a la deformació plàstica, el valor numèric dependrà de la història passada del material. Però com que només importa el valor actual de la variable interna, les variables seguiran definides sobre un espai de dimensió finita. Un material elastoplàstic no dependent de la velocitat de deformació pot representar-se per un sistema d'equacions del tipus:

(5){\displaystyle {\boldsymbol {\sigma }}(\mathbf {x} ,t)=T({\boldsymbol {\varepsilon }}(\mathbf {x} ,t),{\boldsymbol {\xi }}(\mathbf {x} ,t);\mathbf {x} ),\qquad \qquad {\dot {\xi }}=\Phi ({\boldsymbol {\varepsilon }}(\mathbf {x} ,t),{\boldsymbol {\xi }}){\boldsymbol {\dot {\varepsilon }}}}

On les variables internes {\displaystyle {\boldsymbol {\xi }}} inclouen la deformació plàstica i possiblement altres magnituds. Si el material és viscoelastoplàstic llavors cal complicar una mica més la primera equació anterior:

(6){\displaystyle {\boldsymbol {\sigma }}(\mathbf {x} ,t)=T({\boldsymbol {\varepsilon }}(\mathbf {x} ,t),{\boldsymbol {\dot {\varepsilon }}}(\mathbf {x} ,t),{\boldsymbol {\xi }}(\mathbf {x} ,t);\mathbf {x} )}

## Materials elàstics
Els materials elàstics són el tipus més simple de sòlid deformable on les tensions en un punt depèn només de les deformacions concurrents en el mateix punt. Aquesta restricció fa que els materials elàstics siguin sistemes termodinàmicament reversibles on no hi ha dissipació. Dins dels materials elàstics és més freqüent la diferència entre materials elàstics lineals, on l'equació constitutiva (1) és una funció lineal en el seu primer argument sempre que les deformacions siguin petites ({\displaystyle \scriptstyle |\varepsilon _{ij}|<10^{-2}}). Matemàticament els materials elàstics lineals són fàcilment tractables i gran part de les aplicacions pràctiques i l'anàlisi estructural es basen en aquest tipus de materials. Tot i això, la linealitat entre deformacions i desplaçaments només es dona aproximadament per a petites deformacions i en general els problemes amb grans deformacions, requereixen el seu tractament mitjançant elasticitat no lineal. Aquest tractament és substancialment més complex des del punt de vista matemàtic.

### Teoria de l'elasticitat lineal
Per a materials que tenen un comportament elàstic lineal, o aproximadament lineal, per a petites o moderades deformacions, el càlcul de tensions i deformacions pot fer-se usant la teoria lineal de l'elasticitat. Aquesta teoria resol els problemes de mecànica de sòlids plantejant un sistema d'equacions diferencials en derivades parcials. Des del punt de vista físic dels diversos subsistemes d'equacions que inclou aquesta teoria són:
- Equacions d'equilibri intern. Que relacionen les forces volumètriques ({\displaystyle {\boldsymbol {b}}_{i}}) amb les derivades de les tensions ({\displaystyle {\boldsymbol {\sigma _{ij}}}}) a l'interior del sòlid:

(7){\displaystyle {\frac {\partial \sigma _{xx}}{\partial x}}+{\frac {\partial \sigma _{xy}}{\partial y}}+{\frac {\partial \sigma _{xz}}{\partial z}}+b_{x}=0\qquad {\frac {\partial \sigma _{yx}}{\partial x}}+{\frac {\partial \sigma _{yy}}{\partial y}}+{\frac {\partial \sigma _{yz}}{\partial z}}+b_{y}=0\qquad {\frac {\partial \sigma _{zx}}{\partial x}}+{\frac {\partial \sigma _{zy}}{\partial y}}+{\frac {\partial \sigma _{zz}}{\partial z}}+b_{z}=0}

- Equacions d'equilibri extern. Que relacionen les forces superficials o forces de contacte ({\displaystyle {\boldsymbol {f}}_{i}}) aplicades en la superfície del sòlid amb el valor de les tensions en el contorn del sòlid:

(8){\displaystyle \sigma _{xx}\ n_{x}+\sigma _{xy}\ n_{y}+\sigma _{xz}\ n_{z}=f_{x}\qquad \sigma _{yx}\ n_{x}+\sigma _{yy}\ n_{y}+\sigma _{yz}\ n_{z}=f_{y}\qquad \sigma _{zx}\ n_{x}+\sigma _{zy}\ n_{y}+\sigma _{zz}\ n_{z}=f_{z}}

- Equacions constitutives o equacions de Lamé-Hooke. Són equacions algebraiques i lineals que relacionen el valor de les components del tensor tensió amb el valor del tensor deformació:

(9){\displaystyle \varepsilon _{xx}={\frac {1}{E}}\left(\sigma _{xx}-\nu (\sigma _{yy}+\sigma _{zz})\right)\qquad \varepsilon _{xy}={\frac {(1+\nu )}{E}}\sigma _{xy}}

(10){\displaystyle \varepsilon _{yy}={\frac {1}{E}}\left(\sigma _{yy}-\nu (\sigma _{xx}+\sigma _{zz})\right)\qquad \varepsilon _{yz}={\frac {(1+\nu )}{E}}\sigma _{yz}}

(11){\displaystyle \varepsilon _{zz}={\frac {1}{E}}\left(\sigma _{zz}-\nu (\sigma _{xx}+\sigma _{yy})\right)\qquad \varepsilon _{xz}={\frac {(1+\nu )}{E}}\sigma _{xz}}

- Relació entre desplaçaments i deformacions. Que relacionen les components del tensor de deformacions ({\displaystyle \varepsilon _{ij}}) amb les components del vector de desplaçament {\displaystyle {\vec {u}}=(u_{x},u_{y},u_{z})}:

(12){\displaystyle \varepsilon _{ij}={1 \over 2}\left({\partial u_{i} \over \partial x_{j}}+{\partial u_{j} \over \partial x_{i}}\right)}

- Condicions de contorn, que fixen el valor del desplaçament per a alguns punts del contorn exterior, normalment els punts que siguin punts d'unió del sòlid deformable a alguna altra estructura o element resistent sobre el qual es doni suport o s'ancori.

## Resistència de materials
Certs problemes senzills de la mecànica de sòlids deformables amb geometries simples poden tractar-se mitjançant la resistència de materials clàssica. Especialment per al càlcul de bigues i quan la concentració de tensions no és particularment poden plantejar equacions diferencials ordinàries en una variable per al càlcul de tensions i deformacions, la qual cosa fa molt fàcil el trobar solucions analítiques que aproximin les tensions del problema real tridimensional.
A més, molts problemes que són indeterminats segons el model de la mecànica del sòlid rígid (problemes hiperestàtics), són resolubles en el model de sòlids deformables gràcies al fet que s'usen equacions addicionals (equació constitutiva i equacions de compatibilitat). Normalment aquestes equacions addicionals s'escriuen en termes d'esforços, deformacions o desplaçaments (Vegeu també: teoremes de Castigliano, equacions de Navier-Bresse, teoremes de Mohr).
Una de les principals aplicacions de la mecànica de sòlids deformables és el càlcul d'estructures en enginyeria i arquitectura. Com a camp d'estudi, la mecànica de sòlids deformables forma part de la mecànica de mitjans continus. Cal assenyalar que els mètodes simplificats usats en resistència de materials també es poden estendre a materials amb cert tipus de plasticitat o materials viscoelàstics, de manera que la resistència de materials no està limitada estrictament a materials elàstics, encara que en la pràctica la resistència de materials no elàstics és poc usada, sent més comú l'ús de codis basats en elements finits o altres mètodes computacionals i el tractament no simplificat de la geometria.

## Materials viscoelàstics
Per a un sòlid viscoelàstic el tensor de tensions es pot descompondre en una combinació lineal de tensions en l'equilibri (al qual convergirien les tensions si la deformació es manté constant) i tensions transitòries associades al comportament pròpiament viscoelàstic. Usant la forma (6) per a la energia lliure de Helmholtz, el tensor de tensions tindrà la forma:

{\displaystyle \mathbf {S} (\mathbf {x} ,t)=\mathbf {S} _{\mathrm {vol} }^{\infty }(\mathbf {x} )+\mathbf {S} _{\mathrm {iso} }^{\infty }(\mathbf {x} )+\sum _{\alpha }\mathbf {Q} _{\alpha }(\mathbf {x} ,t)}

on el darrer terme conté les tensions de no-equilibri associades al comportament de fluència i relaxació.